# Пемба (селище)
Пемба́ (рос. Пемба, марій. Пемба) — селище у складі Медведевського району Марій Ел, Росія. Входить до складу Куярського сільського поселення.

## Населення
Населення — 1232 особи (2010; 1238 у 2002).
Національний склад (станом на 2002 рік):
- росіяни — 51 %